# Viktor IV., protupapa Montecello
Protupapa Viktor IV., rođen kao Ottavio di Montecelio, katolički protupapa od 1159. do 1164. godine. 